# 天主教明斯特教区
天主教明斯特教區（拉丁語：Dioecesis Monasteriensis）是羅馬天主教以德國西部明斯特為中心的一個教區，屬科隆總教區。

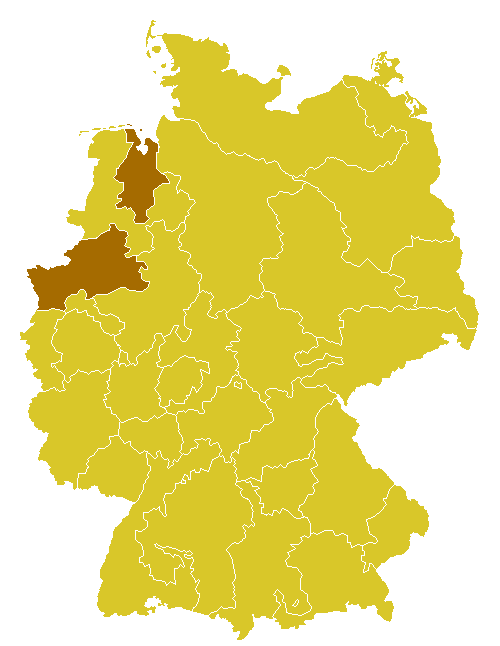
明斯特教區管轄範圍圖

教區分為兩個互不相連的部份，分別位於北威州和下薩克森州、昔日稱為奧登堡的地區。2011年，有教友1,963,754人，佔轄區總人口42,8%、326個堂區、1,131名司鐸、288名執事、311名修士、2,268名修女。現任教區主教為斐理·根恩。
教區成立於795年，首任主教聖路基是教區的主保聖人。1803年前歷任主教是采邑主教。